# Tokumei Sentai Go-Busters
Tokumei Sentai Go-Busters (特命戦隊ゴーバスターズ, Tokumei Sentai Gōbasutāzu) is de 36e Super Sentai-serie, geproduceerd door Toei Company. De serie werd van  26 februari 2012 tot 10 februari 2013 uitgezonden in Japan.
Het thema van de serie is spionage. De titel werd op 2 september 2011 officieel geregistreerd als handelsmerk door Toei.
Go-Busters is de eerste Super Sentai-serie sinds Choujin Sentai Jetman die niet is omgezet naar een Power Rangers-serie.

## Plot
De serie speelt in een stad die voor haar energie geheel afhankelijk is van een nieuw soort energiebron; Enetron (エネトロン, Enetoron). Dertien jaar voor aanvang van de serie zorgde een computervirus in de hoofdcomputer van de Enetrongenerator ervoor dat er een nieuwe levensvorm ontstond; Messiah. Deze wil de mensheid uitroeien en een wereld voor machines maken. Nu,13 jaar later, zorgt Messiah ervoor dat een oorlogszuchtig ras genaamd de Vaglass vanuit een andere dimensie naar de stad komt. Om Messiah en de Vagurasu te verslaan, richt het Energy Management Center (エネルギー管理局, Enerugī Kanrikyoku) een eliteteam op genaamd de Go-Busters. Dit team bestaat aanvankelijk uit drie leden, wat later met 2 extra leden versterkt wordt.

## Personages

### Go-Busters
De Go-Busters zijn drie mensen die als kind werden blootgesteld aan de creatie van Messiah en daardoor nu bovenmenselijke vaardigheden hebben. 
Hiromu Sakurada (桜田 ヒロム, Sakurada Hiromu)/Red Buster (レッドバスター, Reddo Basutā)de sterkste vechter van het team. Hij kan zijn benen op bovenmenselijke snelheid laten bewegen, waardoor het lijkt alsof hij teleporteert. Hij is 20 jaar oud, en de laatste die lid werd van de Go-Busters. Zijn vader was hoofd van de Transport Research Center. Hij is maar weinig sociaal in de omvang.
Ryuji Iwasaki (岩崎 リュウジ, Iwasaki Ryūji)/Blue Buster (ブルーバスター, Burū Basutā)met 28 jaar het oudste teamlid. Hij is bovenmenselijk sterk en kent veel vechttechnieken. Hij maakt zich zelden druk en houdt altijd het hoofd koel. Daar hij pas als tiener met zijn training begon, werkt hij extra hard om de achterstand die hij op zijn teamgenoten heeft in te halen. Als kind wilde hij aanvankelijk monteur worden. Hij voelt zich vaak verantwoordelijk voor de rest van zijn team.
Yoko Usami (宇佐見 ヨーコ, Usami Yōko)/Yellow Buster (イエローバスター, Ierō Basutā)een 16-jarige, energieke vrouw die bovenmenselijk hoog kan springen en schoppen. Vanwege haar hyperactieve houding heeft ze een hekel aan studeren. Ze is verder koppig, niet op haar mondje gevallen, ongeduldig, en heeft een kort lontje.
Masato Jin (陣 マサト, Jin Masato)/Beet Buster (ビートバスター, Bīto Basutā)een excentrieke technicus met een gebrek aan respect voor regels en gezag. Hij werkt graag alleen. Tijdens het ongeluk 13 jaar geleden  kwam hij vast te zitten in de dimensie van de Vaglass. Gedurende het grootste gedeelte van de serie zit zijn lichaam nog steeds in deze dimensie, en bestaat hij in deze wereld enkel als een avatar van zichzelf, die in stand gehouden wordt door zijn Buddyloid Beet J. Stag.

### Partners
Elk van de Go-Busters heeft een robot, Buddyloids (バディロイド, Badiroido) genaamd, als partner.
Cheeda Nick (チダ・ニック, Chida Nikku)Red Buster’s partner. Hij lijkt het meest op een robotische humanoïde cheetah. Behalve als partner doet hij ook dienst als een soort oudere broer voor Hiromu.
Gorisaki Banana (ゴリサキ・バナナ)Blue Buster’s partner; een humanoïde gorilla. Hij is erg gevoelig en maakt zich snel zorgen over zijn partner’s welzijn.
Usada Retasu (ウサダ・レタス)een konijnachtige robot en partner van Yellow Buster.
Beet J. Stag (ビート・J・スタッグ, Bīto Jei Sutaggu)/Stag Buster (スタッグバスター, Sutaggu Basutā)de partner van Masato Jin, en de enige van de Buddyloids die ook kan veranderen in een Go-Buster. Hij is gemodelleerd naar een Japanse neushoornkever. Masato maakte hem terwijl hij vast zat in de dimensie van de Vaglas. Hij is erg egocentrisch en loopt mensen vaak voor de voeten.
Ene-tan (エネたん)Een Buddyloid in de vorm van een kikker.

### Andere bondgenoten
- Takeshi Kuroki (黒木 タケシ, Kuroki Takeshi): de commandant van de Go-Busters. Hij was 13 jaar terug de labassistent van Hiromu's vader en ziet het elimineren van Messiah als zijn primaire doel, ook al moet hij de levens van zijn personeel ervoor riskeren.
- Buster Machine maintenance crew: personeel van de EMC.
- Toru Morishita (森下 トオル, Morishita Tōru): system control operator van de speciale eenheden van de EMC.
- Kazuya Motomura (本村 カズヤ, Motomura Kazuya): een van de ontwerpers van het Megazord-programma. Hij is een oud klasgenoot van Ryuji.
- Saburo Hazuki (葉月 サブロー, Hazuki Saburō): een excentrieke geleerde die jaren terug voor de EMC werkte. Hij was een van de ontwerpers van de Buster Machines. Vlak voor zijn dood ontwierp hij nog de Tategami Lioh.

### Vaglass
De Vaglass (ヴァグラス, Vagurasu) zijn de antagonisten van de serie. Ze komen uit een andere dimensie en worden geleid door Messiah (メサイア, Mesaia). Ze kunnen monsters genaamd Metaloids (メタロイド, Metaroido) creëren door apparaten te infecteren met een virus.
Messiah (メサイア, Mesaia)Oorspronkelijk een onbekend computervirus ontstaan door blootstelling aan Enetron. Hij probeerde via de Transport Research Center computers en het satellietnetwerk alle systemen wereldwijd over te nemen, maar Hiromu's konden dit, ten kostte van hun leven, voorkomen. Hij gebruikt Enter als handlanger om zijn plannen voort te zetten. Hoewel hij erg sterk is, is hij niet bijster slim en erg ongeduldig. Via verschillende lichamen kan hij zijn computer verlaten. Messiah wordt uiteindelijk verslagen in de gedaante van Messiah Reboot.
Enter (エンター, Entā)een androïde gemaakt door Messiah. Hij dient als spion voor Messiah in de buitenwereld. Hij bevecht de Go-Busters maar zelden, maar gebruikt zijn laptop om Metaloids to leven te brengen. Hij spreekt vloeiend Frans. Hij is goed in vermommingen. Naarmate de serie vordert wordt hij sterker, en neemt hij meer en meer de macht over de Vaglass over.
Escape (エスケイプ, Esukeipu)een vrouwelijke avatar die Messiah dient. Ze is erg toegewijd aan hem. Ze was bedoeld als opvolger van Enter, aangezien die volgens Messiah te vaak faalde. In aflevering 48 neemt ze een nieuwe gedaante aan genaamd Escape Zeta zodat ze de Go-Busters kan bevechten. In die vorm wordt ze verslagen.
Buglers (バグラー, Bagurā)de robotsoldaten van de Vaglass.
Metaloids (メタロイド, Metaroido)de monsters van de Vaglass. Ze ontstaan als Enter een machine infecteert met een Metavirus (メタウィルス, Metawirusu).

## Mecha

### Buster Machines
De Buster Machines (バスターマシン, Basutā Mashin) zijn de mecha van de Go-Busters. Ze zijn gemaakt van het metaal Deltarium 39. Ze kennen zowel een diervorm als een voertuigvorm.
- CB-01 Cheetah (CB-01チーター, Shī Bī Zero Wan Chītā): De CB-01 Cheetah is Red Buster's mech. Hij kan de gedaantes van een Cheetah en een Supercar aannemen, en is de enige van de Buster Machines die in zijn eentje een Megazord kan vormen.
- GT-02 Gorilla (GT-02ゴリラ, Jī Tī Zero Tsū Gorira): De GT-02 Gorilla is Blue Buster's mech. Zijn voertuigvorm is die van een vrachtwagen. Hij is gespecialiseerd in het vervoeren van Enetron.
- RH-03 Rabbit (RH-03ラビット, Āru Eichi Zero Surī Rabitto): De RH-03 Rabbit is Yellow Buster's mech. Zijn voertuigvorm is een helikopter.
- BC-04 Beetle (BC-04ビートル, Bī Shī Zero Fō Bītoru): een experimentele machine gemaakt door Masato 13 jaar voor aanvang van de serie. Zijn voertuigvorm is een hijskraan.
- SJ-05 Stag Beetle (SJ-05スタッグビートル, Esu Jei Zero Faibu Sutaggu Bītoru): een buster machine gemaakt door Masato Jin, en wordt gebruikt door Stag Buster. De voertuigmode van deze machine is een straalvliegtuig.
- FS-0O Frog (FS-0Oフロッグ, Efu Esu Zero Ō Furoggu): de eerste buster machine die Masato ooit ontwierp. Zijn voertuigvorm is een onderzeeër.

### Megazords
Megazords (メガゾード, Megazōdo) zijn de grote, humanoïde robots waar de Buster Machines tot kunnen combineren.
Go-Buster Ace (ゴーバスターエース, Gōbasutā Ēsu)een megazord gevormd door enkel de CB-01 Cheetah. Hij is gewapens met een arsenaal aan zwaarden.
Go-Buster Oh (ゴーバスターオー, Gōbasutā-Ō)de combinatei van Go-Buster Ace met de GT-02 Gorilla en de RH-03 Rabbit. Tijdens de formatie van deze megazord, genereren de drie machines een krachtveld om vijandige aanvallen te blokkeren. Zijn voornaamst wapen is de Boost Buster Sword (ブーストバスターソード, Būsuto Basutā Sōdo). Ook kan hij de rotorbladen van RH-03 gebruiken om een klein krachtveld te creëren.
- In Kamen Rider × Super Sentai: Super Hero Taisen, was Kamen Rider Fourze in staat om Go-Buster Oh te upgraden naar de ze vorm.

Go-Buster Beet (ゴーバスタービート, Gōbasutā Bīto)BC-04 Beetle's Megazordvorm. Hij is in deze gedaante gewapend met 2 kanonnen, die ook als zwaarden dienst kunnen doen.
Buster Hercules (バスターヘラクレス, Basutā Herakuresu) de comtinatie van de BC-04 Beetle en de SJ-05 Stag Beetle. Hij is gewapend met verschillende vuurwapens zoals de Gatling Bazooka (ガトリングバズーカ, Gatoringu Bazūka) en de Stag Launcher (スタッグランチャー, Sutaggu Ranchā) , en een schild.
Great Go-Buster (グレートゴーバスター, Gurēto Gōbasutā)de combinatie van de CB-01 Cheetah, GT-02 Gorilla, RH-03 Rabbit, BC-04 Beetle, en SJ-05 Stag Beetle, special gemaakt door Masato om de Go-Busters in staat te stellen de Vaglass ook in hun eigen dimensie te bevechten. Het kost veel tijd om deze combinatie te vormen,  waardoor hij altijd in de hangar al moet worden samengesteld alvorens ten strijde te trekken. Deze robot is gewapend met een lans.
LT-06 Tategami Lioh (LT-06タテガミライオー, Eru Tī Zero Shikkusu Tategami Raiō)een robot gemaakt door professor Hazuki vlak voor zijn overlijden. De robot bevat alle herinneringen van Hazuki en kan zelfstandig opereren. Hij kan veranderen in drie gedaantes: een leeuw, een driewieler, en een humanoïde vorm.
Go-Buster Lioh (ゴーバスターライオー, Gōbasutā Raiō)de combinative van de LT-06 Tategami Lioh, de GT-02 Gorilla, en de RH-03 Rabbit. Deze robot kan eveneens zelfstandig opereren dankzij Tategami Lioh’s kunstmatige intelligentie.
Go-Buster King (ゴーバスターキング, Gōbasutā Kingu)de combinative van de GT-02 Gorilla, RH-03 Rabbit, BC-04 Beetle, SJ-05 Stag Beetle, en LT-06 Tategami Lioh. Dit is de sterkste van alle combinaties. Hij is gewapend met alle wapens van Great Go-Buster en 2 zwaarden.

## Afleveringen
1. Special Ops Sentai, Assemble!
2. A Promise Made 13 Years Ago
3. GT-02 Animal, Deploy!
4. Special Ops and Determination
5. Dangerous Overheated Rampage!
6. Combine! Go-Buster Oh
7. Bad Maintenance on the Ace?!
8. Protect the Machine Blueprints!
9. Usada Recovery Strategy!
10. The Reason We Fight
11. The Targeted Weakpoint
12. You Like Going Undercover?
13. A Surprising Day Off
14. Ça va? Rescue Strategy
15. The Gold Warrior and the Silver Buddy
16. The Man Who Came From Subspace
17. Its Name Is Go-Buster Beet
18. Cooperative Operations 3,000 Meters In The Earth
19. My Combination Buster Hercules
20. Five-Part Concertation Great Go-Buster
21. Farewell, Blue Buster
22. The Beautiful Avatar: Escape
23. Those Who Follow Their Intent
24. A Tres Bien Summer Festival
25. Pursue the Mystery of the Avatars
26. The Tiny Enemy Conrtol Room SOS
27. An Out of Control Combo to Escape the Labynirth
28. Beware of Chickens
29. Breathing Into Subspace
30. Messiah Shutdown
31. Space Sheriff Gavan Arrives
32. Friendship The With Gavan
33. Morphin Powered Custom
34. The Enemy Is Beet Buster
35. Roar, Tategami Lioh
36. Go-Buster Lioh, Kaching
37. The Black and White Bride
38. Event Ace Deathmatch
39. Finishing Blow Messiah Fist
40. Suffering J. and the Messiahloid
41. The Thief Pink Buster
42. Attack Within the Megazord
43. Christmas Dermination
44. Christmas Eve: Time to Complete the Mission
45. Happy New Year: A Small Formidable Enemy Returns
46. The New Fusion and Thermal Runaway
47. Reset and Back-Up
48. Setting the Trap
49. Preparation and Selection
50. Eternal Bonds

### Films
- De Go-Busters maakten hun debuut in de film Kaizoku Sentai Gokaiger vs. Space Sheriff Gavan: The Movie. Hierin hebben ze slechts een cameo-rol.
- De Go-Busters spelen een rol in de film Kamen Rider × Super Sentai: Super Hero Taisen, die een cross-over vormt tussen de Kamen Rider-series en Super Sentai.
- Tokumei Sentai Go-Busters the Movie: Protect the Tokyo Enetower! (特命戦隊ゴーバスターズ THE MOVIE　東京エネタワーを守れ！, Tokumei Sentai Gōbasutāzu Za Mūbī Tōkyō Enetawā o Mamore!), de hoofdfilm van deze serie, die gepland staat voor augustus 2012.

## Rolverdeling
- Hiromu Sakurada: Katsuhiro Suzuki (鈴木 勝大, Suzuki Katsuhiro)[5]
- Ryuji Iwasaki: Ryouma Baba (馬場 良馬, Baba Ryōma)[6]
- Yoko Usami: Arisa Komiya (小宮 有紗, Komiya Arisa)
- Cheeda Nick (stem): Keiji Fujiwara (藤原 啓治, Fujiwara Keiji)
- Gorisaki Banana (stem): Tesshō Genda (玄田 哲章, Genda Tesshō)
- Usada Retasu (stem): Tatsuhisa Suzuki (鈴木 達央, Suzuki Tatsuhisa)
- Takeshi Kuroki (黒木 タケシ, Kuroki Takeshi): Hideo Sakaki (榊 英雄, Sakaki Hideo)[7]
- Miho Nakamura (仲村 ミホ, Nakamura Miho): Fuuka Nishihira (西平 風香, Nishihira Fūka)[8]
- Tohru Morishita (森下 トオル, Morishita Tōru): Naoto Takahashi (高橋 直人, Takahashi Naoto)
- Rika Sakurada (桜田 リカ, Sakurada Rika): Risa Yoshiki (吉木 りさ, Yoshiki Risa)
- Enter: Syo Jinnai (陳内 将, Jinnai Shō)[7]
- Messiah (stem): Seiji Sasaki (佐々木 誠二, Sasaki Seiji)
- Masato Jin: Hiroya Matsumoto (松本 寛也, Matsumoto Hiroya)